# Хокеј на леду за жене на Зимским олимпијским играма 2018.
Олимпијски турнир у хокеју на леду за жене на Зимским олимпијским играма 2018. године одржавао се у периоду од 10. до 20. фебруара у Пјонгчангу у Републици Кореји. Све утакмице изузев финала играле су се на леду ледене дворане Квандонг центра капацитета 6.000 седећих места, док је финална утакмица играна у Кангнунг центру капацитета око 10.000 места.
На олимпијском турниру учествовало је 8 репрезентација, односно 196 такмичарки из девет земаља. По први пут у историји хокејашице Северне и Јужне Кореје наступиле су као део јединствене репрезентације Кореје.
Селекција Канаде није успела да одбрани олимпијско злато освојено у Сочију 2014. године пошто је у финалу поражена од селекције Сједињених Држава резултатом 3:2. Бронзана медаља припала је репрезентацији Финске која је у утакмици за треће место савладала репрезентацију Русије резултатом 3:2. Најбољи стрелац и најефикаснија играчица олимпијског турнира је репрезентативка Швајцарске Алина Милер са индексним учинком од 10 поена, односно 7 голова и 3 асистенције. Најбољи голман турнира је Канађанка Шенон Сабадош, док је за најбољег одбрамбеног играча проглашена Финкиња Јени Хирикоски. На укупно 22 одигране утакмице постигнуто је 109 голова, или 4,95 погодака у просеку по утакмици. Утакмице је просечно посматрало 3.889 гледалаца, односно укупно 85.565 гледалаца.

## Квалификације
Пласман на женски олимпијски турнир у хокеју на леду остварило је укупно 8 репрезентација, од чега пет њих директно преко пласмана на ранг листи ИИХФ-а формираној по окончању светског првенства 2016. године, Јужна Кореја као домаћин Игара остварила је директан пласман, док су преостале две позиције попуњене преко квалификационих турнира. У квалификацијама је учествовало укупно 27 репрезентација, а финалне квалификације одржане су од 9. до 12. фебруара 2017. године у Арози (победник Швајцарска) и Томакомају (победник Јапан). 
| 1–5   | Директан пласман на ЗОИ 2018.            |
| 6–11  | Укључују се од финалних квалификација    |
| 12–17 | Укључују се од трећег кола квалификација |
| 18–24 | Укључују се од другог кола квалификација |
| 25–27 | Укључују се од првог кола квалификација  |

| Ранг    | Репрезентација   | СП 2016. | СП 2015. | СП 2014. | ЗОИ 2014. | СП 2013. | Total |
| ------- | ---------------- | -------- | -------- | -------- | --------- | -------- | ----- |
| 1.      | Сједињене Државе | 1.200    | 900      | 580      | 580       | 300      | 3.560 |
| 2.      | Канада           | 1.160    | 870      | 600      | 600       | 290      | 3.520 |
| 3.      | Финска           | 1.100    | 840      | 530      | 530       | 275      | 3.275 |
| 4.      | Русија           | 1.120    | 825      | 520      | 520       | 280      | 3.265 |
| 5.      | Шведска          | 1060     | 795      | 550      | 550       | 255      | 3.210 |
| 6.      | Швајцарска       | 1.020    | 780      | 560      | 560       | 260      | 3.180 |
| 7.      | Јапан            | 1.000    | 765      | 500      | 500       | 240      | 3.005 |
| 8.      | Немачка          | 960      | 750      | 510      | 510       | 265      | 2.995 |
| 9.      | Чешка            | 1.040    | 720      | 480      | 480       | 250      | 2.970 |
| 10.     | Данска           | 900      | 675      | 460      | 470       | 235      | 2.740 |
| 11.     | Аустрија         | 920      | 705      | 440      | 420       | 225      | 2.710 |
| 12.     | Француска        | 940      | 690      | 450      | 410       | 210      | 2.700 |
| 13.     | Норвешка         | 880      | 660      | 470      | 460       | 220      | 2.690 |
| 14.     | Словачка         | 860      | 630      | 430      | 440       | 230      | 2.590 |
| 15.     | Летонија         | 820      | 645      | 420      | 370       | 215      | 2.470 |
| 16.     | Кина             | 760      | 600      | 410      | 450       | 195      | 2.415 |
| 17.     | Мађарска         | 840      | 585      | 400      | 360       | 180      | 2.365 |
| 18.     | Казахстан        | 800      | 540      | 370      | 430       | 190      | 2.330 |
| 19.     | Холандија        | 740      | 615      | 390      | 380       | 205      | 2.330 |
| 20.     | Италија          | 780      | 570      | 360      | 400       | 175      | 2.285 |
| 21.     | Велика Британија | 680      | 525      | 350      | 390       | 185      | 2.130 |
| 22.     | Пољска           | 720      | 495      | 340      | 350       | 160      | 2.065 |
| Домаћин | Јужна Кореја     | 700      | 510      | 330      | 320       | 150      | 2.010 |
| 23.     | Словенија        | 640      | 450      | 290      | 340       | 155      | 1.875 |
| 24.     | Хрватска         | 620      | 480      | 300      | 310       | 140      | 1.850 |
| 25.     | Северна Кореја   | 660      | 555      | 380      | 0         | 200      | 1.795 |
| 26.     | Шпанија          | 580      | 420      | 280      | 330       | 145      | 1.755 |
| 27.     | Аустралија       | 600      | 390      | 310      | 0         | 170      | 1.470 |
| 28.     | Нови Зеланд      | 520      | 465      | 320      | 0         | 165      | 1.470 |
| 29.     | Исланд           | 560      | 405      | 270      | 0         | 135      | 1.370 |
| 30.     | Турска           | 500      | 360      | 250      | 0         | 120      | 1.230 |
| 31.     | Мексико          | 540      | 435      | 240      | 0         | 0        | 1.215 |
| 32.     | Јужна Африка     | 440      | 330      | 230      | 0         | 125      | 1.125 |
| 33.     | Бугарска         | 420      | 315      | 220      | 0         | 115      | 1.070 |
| 34.     | Хонгконг         | 460      | 345      | 210      | 0         | 0        | 1.015 |
| 35.     | Белгија          | 0        | 375      | 260      | 0         | 130      | 765   |
| 36.     | Румунија         | 480      | 0        | 0        | 0         | 0        | 480   |

Договором између олимпијских савеза Северне и Јужне Кореје, а уз одобрење Међународног олимпијског комитета и ИИХФ-а, одлучено је да две репрезентације формирају јединствену репрезентацију састављену од играчица оба тима која ће наступати под заставом која представља Корејско полуострво. Званичан договор између две делегације је постигнут 17. јануара 2018. године.
Због скандала са допингом Олимпијском комитету Русије је забрањено учешће на Играма, а сви руски спортисти, па тако и хокејашки тим, наступили су под неутралном, олимпијском заставом.
Сваку репрезентацију чине укупно 23 играчице, 20 у пољу и 3 на позицијама голмана, а једини изузетак је уједињена репрезентација Кореје чијем првобитном саставу је прикључено још 12 играчица из Северне Кореје (укупно 35 играчица). 
| Начин квалификације   | Датум                               | Локација  | Број екипа | Квалификовани тимови                                  |
| --------------------- | ----------------------------------- | --------- | ---------- | ----------------------------------------------------- |
| Домаћин ЗОИ 2018.     | 19. септембар 2014.                 | Тенерифе  | 1          | Јужна Кореја                                          |
| ИИХФ ранг листа 2016. | 7. децембар 2012. – 10. април 2016. | Камлупс   | 5          | Сједињене Државе · Канада · Финска · Русија · Шведска |
| Финалне квалификације | 9–12. фебруар 2017.                 | Ароза     | 1          | Швајцарска                                            |
| Финалне квалификације | 9–12. фебруар 2017.                 | Томакомај | 1          | Јапан                                                 |
| УКУПНО                |                                     |           | 8          |                                                       |

## Формат такмичења
У прелиминарној фази такмичења екипе су подељене у две групе са по 4 тима где игра са свако са сваким по једнокружном бод систему. Групе су формиране на основу поретка на ранг листи хокејашких репрезентација, те су тако у групу А сврстане 4 најбоље селекције, док су преостале екипе сврстане у групу Б. Две првопласиране екипе из групе А након групне фазе остварују директан пласман у полуфинале, док преостала два тима из групе разигравају у четвртфиналу са две првопласиране селекције из групе Б за преостала два места у полуфиналу. Поражене екипе из четвртфинала разигравају за пласман од 5. до 8. места са два последњепласирана тима из грубе Б. 
У групној фази такмичења свака победа у регуларном делу утакмице вреднује се са 3 бода, победа остварена након продужетака или извођења пенала се вреднује са 2 бода, а пораз након регуларног дела утакмице доноси 1 бод. Екипа која изгуби утакмицу након три трећине не добија бодове.

## Судије
Међународна хокејашка федерација је за женски турнир у хокеју на леду делегирала укупно 19 судија, 10 главних и 9 линијских.

## Групна фаза
У групној фази такмичења екипе су подељене у две групе са по 4 тима. Игра се по једнокружном бод систему у три кола, по систему свако са сваким. 

Напомена: Сатница утакмица је по локалном времену УТЦ+9

### Група А
| #  | Репрезентација   | Ут. | Поб. | ППр. | ИПр. | Пор. | ГД | ГП | ГР  | Бод. |
| -- | ---------------- | --- | ---- | ---- | ---- | ---- | -- | -- | --- | ---- |
| 1. | Канада           | 3   | 3    | 0    | 0    | 0    | 11 | 2  | +9  | 9    |
| 2. | Сједињене Државе | 3   | 2    | 0    | 0    | 1    | 9  | 3  | +6  | 6    |
| 3. | Финска           | 3   | 1    | 0    | 0    | 2    | 7  | 8  | −1  | 3    |
| 4. | Русија           | 3   | 0    | 0    | 0    | 3    | 1  | 15 | −14 | 0    |

| 11. фебруар 2018. 16:40 | Финска | 1 : 3 1:0, 0:2, 0:1 | Сједињене Државе | Квандонг центар Посетилаца: 4.032 |

| Извор              | Извор           | Извор                                                                 | Извор     | Извор                                                                         |
| ------------------ | --------------- | --------------------------------------------------------------------- | --------- | ----------------------------------------------------------------------------- |
|                    | Нора Рати       | Голмани                                                               | Меди Руни | Судије Никол Хертрих Ајна Хове Линијске судије Шарлот Жирар Вероника Јохансон |
| Венла Хови − 19:54 | 1:0 1:1 1:2 1:3 | − 28:58 − Моник Ламуро 31:29 − Кендал Којн 59:47 − Данијел Камеранези |           | Судије Никол Хертрих Ајна Хове Линијске судије Шарлот Жирар Вероника Јохансон |
| 8 мин              | Искључења       | 4 мин                                                                 |           | Судије Никол Хертрих Ајна Хове Линијске судије Шарлот Жирар Вероника Јохансон |
| 24                 | Шутеви на гол   | 42                                                                    |           | Судије Никол Хертрих Ајна Хове Линијске судије Шарлот Жирар Вероника Јохансон |

| 11. фебруар 2018. 21:10 | Канада | 5 : 0 0:0, 3:0, 2:0 | Русија | Квандонг центар Посетилаца: 3.912 |

| Извор | Извор               | Извор   | Извор                                 | Извор                                                                              |
| --- | ------------------- | ------- | ------------------------------------- | ---------------------------------------------------------------------------------- |
| | Ан-Рене Дезбијен    | Голмани | Надежда Морозова Надежда Александрова | Судије Николета Целарова Катарина Тимглас Линијске судије Јени Хејкинен Лиза Линек |
| Ребека Џонстон − 21:55 Хејли Ирвајн − 24:13 Мелоди Дауст − 35:58 Ребека Џонстон − 48:41 Мелоди Дауст − 50:44 | 1:0 2:0 3:0 4:0 5:0 |         |                                       | Судије Николета Целарова Катарина Тимглас Линијске судије Јени Хејкинен Лиза Линек |
| 4 мин | Искључења           | 14 мин  |                                       | Судије Николета Целарова Катарина Тимглас Линијске судије Јени Хејкинен Лиза Линек |
| 48 | Шутеви на гол       | 18      |                                       | Судије Николета Целарова Катарина Тимглас Линијске судије Јени Хејкинен Лиза Линек |

| 13. фебруар 2018. 16:40 | Канада | 4 : 1 2:0, 2:0, 0:1 | Финска | Квандонг центар Посетилаца: 3.879 |

| Извор                                                                                        | Извор               | Извор                 | Извор     | Извор                                                                           |
| -------------------------------------------------------------------------------------------- | ------------------- | --------------------- | --------- | ------------------------------------------------------------------------------- |
|                                                                                              | Шенон Сабадос       | Голмани               | Нора Рети | Судије Дајна Ален Мелиса Зкола Линијске судије Вероника Јохансон Џесика Леклерк |
| Меган Агоста − 00:35 Мари-Филип Пулан − 17:11 Мелоди Дауст − 28:19 Жилијан Солније − 38:26 − | 1:0 2:0 3:0 4:0 4:1 | − 47:17 − Рика Велиле |           | Судије Дајна Ален Мелиса Зкола Линијске судије Вероника Јохансон Џесика Леклерк |
| 8 мин                                                                                        | Искључења           | 10 мин                |           | Судије Дајна Ален Мелиса Зкола Линијске судије Вероника Јохансон Џесика Леклерк |
| 32                                                                                           | Шутеви на гол       | 23                    |           | Судије Дајна Ален Мелиса Зкола Линијске судије Вероника Јохансон Џесика Леклерк |

| 13. фебруар 2018. 21:10 | Сједињене Државе | 5 : 0 1:0, 3:0, 1:0 | Русија | Квандонг центар Посетилаца: 3.797 |

| Извор | Извор               | Извор   | Извор                                | Извор                                                                                            |
| --- | ------------------- | ------- | ------------------------------------ | ------------------------------------------------------------------------------------------------ |
| | Никол Хенсли        | Голмани | Валерија Тараканова Надежда Морозова | Судије Габријел Аријано Лорти Габријела Гран Линијске судије Зузана Свободова Јохана Тауријаинен |
| Кејси Белами − 08:02 Џослин Ламуро − 31:46 Џослин Ламуро − 31:52Жизел Марвин − 34:38 Хана Брандт − 58:23 | 1:0 2:0 3:0 4:0 5:0 |         |                                      | Судије Габријел Аријано Лорти Габријела Гран Линијске судије Зузана Свободова Јохана Тауријаинен |
| 2 мин | Искључења           | 6 мин   |                                      | Судије Габријел Аријано Лорти Габријела Гран Линијске судије Зузана Свободова Јохана Тауријаинен |
| 50 | Шутеви на гол       | 13      |                                      | Судије Габријел Аријано Лорти Габријела Гран Линијске судије Зузана Свободова Јохана Тауријаинен |

| 15. фебруар 2018. 12:10 | Сједињене Државе | 1 : 2 0:0, 0:2, 1:0 | Канада | Квандонг центар Посетилаца: 3.885 |

| Извор                 | Извор         | Извор                                    | Извор           | Извор                                                                             |
| --------------------- | ------------- | ---------------------------------------- | --------------- | --------------------------------------------------------------------------------- |
|                       | Меди Руни     | Голмани                                  | Женевијев Лакас | Судије Ајна Хове Катарина Тимглас Линијске судије Јени Хејкинен Вероника Јохансон |
| − Кендал Којн − 40:23 | 0:1 0:2 1:2   | 27:18 − Меган Акоста 34:56 − Сара Нурс − |                 | Судије Ајна Хове Катарина Тимглас Линијске судије Јени Хејкинен Вероника Јохансон |
| 12 мин                | Искључења     | 8 мин                                    |                 | Судије Ајна Хове Катарина Тимглас Линијске судије Јени Хејкинен Вероника Јохансон |
| 45                    | Шутеви на гол | 23                                       |                 | Судије Ајна Хове Катарина Тимглас Линијске судије Јени Хејкинен Вероника Јохансон |

| 15. фебруар 2018. 16:40 | Русија | 1 : 5 0:2, 0:1, 1:2 | Финска | Квандонг центар Посетилаца: 3.353 |

| Извор                  | Извор                   | Извор | Извор     | Извор                                                                   |
| ---------------------- | ----------------------- | --- | --------- | ----------------------------------------------------------------------- |
|                        | Надежда Морозова        | Голмани | Нора Рети | Судије Никол Хертрих Мелиса Зкола Линијске судије Лиза Линек Жистин Тод |
| − Ана Шокина − 44:50 − | 0:1 0:2 0:3 1:3 1:4 1:5 | 17:47 − Мишеле Карвинен 20:20 − Мишеле Карвинен 39:08 − Рика Велиле − 52:49 − Минамари Туоминен 55:33 − Петра Нијеминен |           | Судије Никол Хертрих Мелиса Зкола Линијске судије Лиза Линек Жистин Тод |
| 8 мин                  | Искључења               | 4 мин |           | Судије Никол Хертрих Мелиса Зкола Линијске судије Лиза Линек Жистин Тод |
| 25                     | Шутеви на гол           | 37 |           | Судије Никол Хертрих Мелиса Зкола Линијске судије Лиза Линек Жистин Тод |

### Група Б
| #  | Репрезентација | Ут. | Поб. | ППр. | ИПр. | Пор. | ГД | ГП | ГР  | Бод. |
| -- | -------------- | --- | ---- | ---- | ---- | ---- | -- | -- | --- | ---- |
| 1. | Швајцарска     | 3   | 3    | 0    | 0    | 0    | 13 | 2  | +11 | 9    |
| 2. | Шведска        | 3   | 2    | 0    | 0    | 1    | 11 | 3  | +8  | 6    |
| 3. | Јапан          | 3   | 1    | 0    | 0    | 2    | 6  | 6  | 0   | 3    |
| 4. | Кореја         | 3   | 0    | 0    | 0    | 3    | 1  | 20 | −19 | 0    |

| 10. фебруар 2018. 16:40 | Јапан | 1 : 2 0:1, 1:0, 0:1 | Шведска | Квандонг центар Посетилаца: 3.762 |

| Извор             | Извор         | Извор                                    | Извор     | Извор                                                                        |
| ----------------- | ------------- | ---------------------------------------- | --------- | ---------------------------------------------------------------------------- |
|                   | Нана Фуџимото | Голмани                                  | Сара Гран | Судије Кејти Гвај Мелиса Зкола Линијске судије Наташа Пагон Зузана Свободова |
| Руи Укита − 36:52 | 0:1 1:1 1:2   | 02:21 − Фани Раск 41:53 − Сара Јалмарсон |           | Судије Кејти Гвај Мелиса Зкола Линијске судије Наташа Пагон Зузана Свободова |
| 2 мин             | Искључења     | 8 мин                                    |           | Судије Кејти Гвај Мелиса Зкола Линијске судије Наташа Пагон Зузана Свободова |
| 31                | Шутеви на гол | 26                                       |           | Судије Кејти Гвај Мелиса Зкола Линијске судије Наташа Пагон Зузана Свободова |

| 10. фебруар 2018. 21:10 | Швајцарска | 8 : 0 3:0, 3:0, 2:0 | Кореја | Квандонг центар Посетилаца: 3.606 |

| Извор | Извор                           | Извор   | Извор      | Извор                                                                              |
| --- | ------------------------------- | ------- | ---------- | ---------------------------------------------------------------------------------- |
| | Флоренс Шелинг                  | Голмани | Шин Соџунг | Судије Дајна Ален Габријел Аријано-Лорти Линијске судије Џесика Леклерк Жастин Тод |
| Алина Милер − 10:23 Алина Милер − 11:24 Алина Милер − 19:49 Алина Милер − 21:26 Фиби Станц − 22:21 Фиби Станц − 37:19 Лара Шталдер − 49:42 Лара Шталдер − 51:48 | 1:0 2:0 3:0 4:0 5:0 6:0 7:0 8:0 |         |            | Судије Дајна Ален Габријел Аријано-Лорти Линијске судије Џесика Леклерк Жастин Тод |
| 12 мин | Искључења                       | 6 мин   |            | Судије Дајна Ален Габријел Аријано-Лорти Линијске судије Џесика Леклерк Жастин Тод |
| 52 | Шутеви на гол                   | 8       |            | Судије Дајна Ален Габријел Аријано-Лорти Линијске судије Џесика Леклерк Жастин Тод |

| 12. фебруар 2018. 16:40 | Швајцарска | 3 : 1 0:0, 2:0, 1:1 | Јапан | Квандонг центар Посетилаца: 4.033 |

| Извор                                                   | Извор           | Извор                | Извор         | Извор                                                                      |
| ------------------------------------------------------- | --------------- | -------------------- | ------------- | -------------------------------------------------------------------------- |
|                                                         | Флоренс Шелинг  | Голмани              | Нана Фуџимото | Судије Габријела Гран Ајна Хове Линијске судије Јени Хејкинен Наташа Пагон |
| Сара Бенц − 30:19 Сара Бенц − 33:10 Алина Милер − 44:27 | 1:0 2:0 3:0 3:1 | − 47:33 − Ханае Кубо |               | Судије Габријела Гран Ајна Хове Линијске судије Јени Хејкинен Наташа Пагон |
| 10 мин                                                  | Искључења       | 8 мин                |               | Судије Габријела Гран Ајна Хове Линијске судије Јени Хејкинен Наташа Пагон |
| 18                                                      | Шутеви на гол   | 38                   |               | Судије Габријела Гран Ајна Хове Линијске судије Јени Хејкинен Наташа Пагон |

| 12. фебруар 2018. 21:10 | Шведска | 8 : 0 4:0, 1:0, 3:0 | Кореја | Квандонг центар Посетилаца: 4.244 |

| Извор | Извор                           | Извор   | Извор       | Извор                                                                                       |
| --- | ------------------------------- | ------- | ----------- | ------------------------------------------------------------------------------------------- |
| | Сара Гран                       | Голмани | Шин Сонџунг | Судије Г. Аријано-Лорти Драгомира Фјалова Линијске судије Јохана Тауријаинен Џесика Леклерк |
| Маја Нилен Персон − 04:00 Елин Лунберг − 09:47 Јохана Фелман − 10:17 Ерика Уден Јохансон − 17:04 Пернила Винберг − 24:08 Ема Нордин − 41:09 Пернила Винберг − 41:45 Ребека Стенберг − 45:34 | 1:0 2:0 3:0 4:0 5:0 6:0 7:0 8:0 |         |             | Судије Г. Аријано-Лорти Драгомира Фјалова Линијске судије Јохана Тауријаинен Џесика Леклерк |
| 8 мин | Искључења                       | 6 мин   |             | Судије Г. Аријано-Лорти Драгомира Фјалова Линијске судије Јохана Тауријаинен Џесика Леклерк |
| 50 | Шутеви на гол                   | 19      |             | Судије Г. Аријано-Лорти Драгомира Фјалова Линијске судије Јохана Тауријаинен Џесика Леклерк |

| 14. фебруар 2018. 12:10 | Шведска | 1 : 2 0:0, 0:1, 1:1 | Швајцарска | Квандонг центар Посетилаца: 3.545 |

| Извор                     | Извор         | Извор                                    | Извор          | Извор                                                                             |
| ------------------------- | ------------- | ---------------------------------------- | -------------- | --------------------------------------------------------------------------------- |
|                           | Сара Гран     | Голмани                                  | Флоренс Шелинг | Судије Николета Целарова Кејти Гвај Линијске судије Шарлот Жирар Фабре Лиса Линек |
| − Ана Боргквист − 47:35 − | 0:1 1:1 1:2   | 33:51 − Алина Милер − 51:28 − Фиби Станц |                | Судије Николета Целарова Кејти Гвај Линијске судије Шарлот Жирар Фабре Лиса Линек |
| 12 мин                    | Искључења     | 8 мин                                    |                | Судије Николета Целарова Кејти Гвај Линијске судије Шарлот Жирар Фабре Лиса Линек |
| 34                        | Шутеви на гол | 47                                       |                | Судије Николета Целарова Кејти Гвај Линијске судије Шарлот Жирар Фабре Лиса Линек |

| 14. фебруар 2018. 16:40 | Кореја | 1 : 4 0:2, 1:0, 0:2 | Јапан | Квандонг центар Посетилаца: 4.110 |

| Извор                    | Извор               | Извор                                                                       | Извор        | Извор                                                                                  |
| ------------------------ | ------------------- | --------------------------------------------------------------------------- | ------------ | -------------------------------------------------------------------------------------- |
|                          | Шин Сонџунг         | Голмани                                                                     | Акане Кониши | Судије Драхомира Фјалова Никол Хертрих Линијске судије Џесика Леклерк Зузана Свободова |
| − Ранди Грифин − 29:31 − | 0:1 0:2 1:2 1:3 1:4 | 01:07 − Ханае Кубо 03:58 − Шоко Оно − 51:42 − Шиори Којке 58:33 − Руи Укита |              | Судије Драхомира Фјалова Никол Хертрих Линијске судије Џесика Леклерк Зузана Свободова |
| 6 мин                    | Искључења           | 4 мин                                                                       |              | Судије Драхомира Фјалова Никол Хертрих Линијске судије Џесика Леклерк Зузана Свободова |
| 13                       | Шутеви на гол       | 44                                                                          |              | Судије Драхомира Фјалова Никол Хертрих Линијске судије Џесика Леклерк Зузана Свободова |

## Елиминациона фаза
|  | Четвртфинала     | Четвртфинала     |             |   | Полуфинала | Полуфинала           |                      |  | Финале | Финале |
|  |                  |                  |             |   |            |                      |                      |  |        |        |
|  |                  |                  |             |   |            |                      |                      |  |        |        |
|  |                  |                  |             |   |            |                      |                      |  |        |        |
|  |                  |                  |             |   |            |                      |                      |  |        |        |
|  | 19. фебруар      |                  |             |   |            |                      |                      |  |        |        |
|  |                  |                  |             |   |            |                      |                      |  |        |        |
|  | Канада           | 5                |             |   |            |                      |                      |  |        |        |
|  | Канада           | 5                | 17. фебруар |   |            |                      |                      |  |        |        |
|  |                  |                  | Русија      | 0 |            |                      |                      |  |        |        |
|  | Русија           | 6                | Русија      | 0 |            |                      |                      |  |        |        |
|  | Русија           | 6                | 22. фебруар |   |            |                      |                      |  |        |        |
|  | Швајцарска       | 2                |             |   |            |                      |                      |  |        |        |
|  | Швајцарска       | 2                | Канада      | 2 |            |                      |                      |  |        |        |
|  |                  |                  | Канада      | 2 |            |                      |                      |  |        |        |
|  |                  | Сједињене Државе | 3           |   |            |                      |                      |  |        |        |
|  |                  | Сједињене Државе | 3           |   |            |                      |                      |  |        |        |
|  | 19. фебруар      |                  |             |   |            |                      |                      |  |        |        |
|  |                  |                  |             |   |            |                      |                      |  |        |        |
|  | Сједињене Државе | 5                |             |   |            |                      |                      |  |        |        |
|  | Сједињене Државе | 5                | 17. фебруар |   |            |                      |                      |  |        |        |
|  |                  |                  | Финска      | 0 |            | Утакмица за 3. место | Утакмица за 3. место |  |        |        |
|  | Шведска          | 2                | Финска      | 0 |            | Утакмица за 3. место | Утакмица за 3. место |  |        |        |
|  | Шведска          | 2                | 21. фебруар |   |            |                      |                      |  |        |        |
|  | Финска           | 7                |             |   |            |                      |                      |  |        |        |
|  | Финска           | 7                | Финска      | 3 |            |                      |                      |  |        |        |
|  |                  |                  |             |   |            |                      |                      |  |        |        |
|  | Русија           | 2                |             |   |            |                      |                      |  |        |        |
|  | Русија           | 2                |             |   |            |                      |                      |  |        |        |

Костур за пласман од 5. до 7. места
|  | Полуфинале  | Полуфинале |                         |   | Утакмица за пето место | Утакмица за пето место |
|  |             |            |                         |   |                        |                        |
|  | 18. фебруар |            |                         |   |                        |                        |
|  |             |            |                         |   |                        |                        |
|  | Шведска     | 1          |                         |   |                        |                        |
|  | Шведска     | 1          | 20. фебруар             |   |                        |                        |
|  | Јапан       | 2          |                         |   |                        |                        |
|  | Јапан       | 2          | Швајцарска              | 1 |                        |                        |
|  | 18. фебруар |            | Швајцарска              | 1 |                        |                        |
|  |             | Јапан      | 0                       |   |                        |                        |
|  | Швајцарска  | Јапан      | 0                       | 2 |                        |                        |
|  | Швајцарска  |            |                         | 2 |                        |                        |
|  | Кореја      | 0          |                         |   |                        |                        |
|  | Кореја      | 0          | Утакмица за седмо место |   |                        |                        |
|  |             |            |                         |   |                        |                        |
|  | 20. фебруар |            |                         |   |                        |                        |
|  |             |            |                         |   |                        |                        |
|  | Шведска     | 6          |                         |   |                        |                        |
|  | Шведска     | 6          |                         |   |                        |                        |
|  | Кореја      | 1          |                         |   |                        |                        |

### Четвртфинала
| 17. фебруар 2018. 12:10 | Русија | 6 : 2 1:0, 2:2, 3:0 | Швајцарска | Квандонг центар Посетилаца: 3.903 |

| Извор | Извор                           | Извор                                        | Извор          | Извор                                                                                         |
| --- | ------------------------------- | -------------------------------------------- | -------------- | --------------------------------------------------------------------------------------------- |
| | Надежда Морозова                | Голмани                                      | Флоренс Шелинг | Судије Николета Целарова Габријела Гран Линијске судије Шарлот Жирар Фабре Јохана Тауријаинен |
| Ана Шокина − 07:22 − Викторија Кулишова − 33:53 Лијана Генејева − 38:53 Јелена Дергачова − 47:36 Ана Шокина − 53:22 Олга Сосина − 59:08 | 1:0 1:1 1:2 2:2 3:2 4:2 5:2 6:2 | − 20:48 − Алина Милер 31:47 − Лара Сталдер − |                | Судије Николета Целарова Габријела Гран Линијске судије Шарлот Жирар Фабре Јохана Тауријаинен |
| 12 мин | Искључења                       | 8 мин                                        |                | Судије Николета Целарова Габријела Гран Линијске судије Шарлот Жирар Фабре Јохана Тауријаинен |
| 21 | Шутеви на гол                   | 19                                           |                | Судије Николета Целарова Габријела Гран Линијске судије Шарлот Жирар Фабре Јохана Тауријаинен |

| 17. фебруар 2018. 16:40 | Финска | 7 : 2 3:0, 2:2, 2:0 | Шведска | Квандонг центар Посетилаца: 3.803 |

| Извор | Извор                               | Извор                                            | Извор                   | Извор                                                                             |
| --- | ----------------------------------- | ------------------------------------------------ | ----------------------- | --------------------------------------------------------------------------------- |
| | Нора Рети                           | Голмани                                          | Сара Гран Сара Берглинд | Судије Драхомира Фјалова Кејти Гвај Линијске судије Наташа Пагон Зузана Свободова |
| Петра Нијеминен − 06:12 Рика Велиле − 15:32 Сусана Тапани − 17:44 Михеле Карвинен − 27:14 − Рика Велиле − 29:29 − Ема Нутинен − 44:35 Сани Хакала − 57:47 | 1:0 2:0 3:0 4:0 4:1 5:1 5:2 6:2 7:2 | − 28:53 − Ема Нордин − 39:12 − Ребека Стенберг − |                         | Судије Драхомира Фјалова Кејти Гвај Линијске судије Наташа Пагон Зузана Свободова |
| 4 мин | Искључења                           | 12 мин                                           |                         | Судије Драхомира Фјалова Кејти Гвај Линијске судије Наташа Пагон Зузана Свободова |
| 31 | Шутеви на гол                       | 21                                               |                         | Судије Драхомира Фјалова Кејти Гвај Линијске судије Наташа Пагон Зузана Свободова |

### Полуфинала
| 19. фебруар 2018. 13:10 | Сједињене Државе | 5 : 0 2:0, 2:0, 1:0 | Финска | Квандонг центар Посетилаца: 5.173 |

| Извор | Извор               | Извор   | Извор     | Извор                  |
| --- | ------------------- | ------- | --------- | ---------------------- |
| | Меди Руни           | Голмани | Нора Рети | Судије Линијске судије |
| Жизел Марвин − 02:25 Дени Камеранези − 18:38 Жослин Ламоро − 33:21 Хилари Најт − 33:55 Дени Камеранези −− 40:45 | 1:0 2:0 3:0 4:0 5:0 | −       |           | Судије Линијске судије |
| 6 мин | Искључења           | 12 мин  |           | Судије Линијске судије |
| 38 | Шутеви на гол       | 14      |           | Судије Линијске судије |

| 19. фебруар 2018. 21:10 | Канада | 5 : 0 1:0, 1:0, 3:0 | Русија | Квандонг центар Посетилаца: 3.396 |

| Извор | Извор               | Извор   | Извор                                    | Извор                                                                        |
| --- | ------------------- | ------- | ---------------------------------------- | ---------------------------------------------------------------------------- |
| | Шенон Сабадош       | Голмани | Валерија Тараканова Надежда Александрова | Судије Кејти Гвај Мелиса Скола Линијске судије Лиза Линек Јохана Тауријаинен |
| Џен Вејкфилд − 01:50 Мари Филип Пулан − 23:10 Џен Вејкфилд 41:59 Емили Кларк − 42:30 Ребека Џонстон − 54:08 | 1:0 2:0 3:0 4:0 5:0 | −       |                                          | Судије Кејти Гвај Мелиса Скола Линијске судије Лиза Линек Јохана Тауријаинен |
| 4 мин | Искључења           | 16 мин  |                                          | Судије Кејти Гвај Мелиса Скола Линијске судије Лиза Линек Јохана Тауријаинен |
| 47 | Шутеви на гол       | 14      |                                          | Судије Кејти Гвај Мелиса Скола Линијске судије Лиза Линек Јохана Тауријаинен |

#### Полуфинале за пласман од 5. до 7. места
| 18. фебруар 2018. 12:10 | Швајцарска | 2 : 0 1:0, 1:0, 0:0 | Кореја | Квандонг центар Посетилаца: 3.811 |

| Извор                                           | Извор         | Извор   | Извор      | Извор                                                                                          |
| ----------------------------------------------- | ------------- | ------- | ---------- | ---------------------------------------------------------------------------------------------- |
|                                                 | Јанин Алдер   | Голмани | Шин Сочунг | Судије Габријел Аријано Лорти Катарина Тимглас Линијске судије Јени Хејкинен Вероника Јохансон |
| Сабрина Цолингер − 16:25 Евелина Расели − 38:52 | 1:0 2:0       | −       |            | Судије Габријел Аријано Лорти Катарина Тимглас Линијске судије Јени Хејкинен Вероника Јохансон |
| 2 мин                                           | Искључења     | 8 мин   |            | Судије Габријел Аријано Лорти Катарина Тимглас Линијске судије Јени Хејкинен Вероника Јохансон |
| 53                                              | Шутеви на гол | 19      |            | Судије Габријел Аријано Лорти Катарина Тимглас Линијске судије Јени Хејкинен Вероника Јохансон |

| 18. фебруар 2018. 16:40 | Шведска | 1 : 2 (про) 0:0, 1:1, 0:0; 0:1 | Јапан | Квандонг центар Посетилаца: 3.554 |

| Извор                     | Извор         | Извор                                    | Извор         | Извор                                                                 |
| ------------------------- | ------------- | ---------------------------------------- | ------------- | --------------------------------------------------------------------- |
|                           | Сара Гран     | Голмани                                  | Нана Фуџимото | Судије Дајна Ален Ајна Хове Линијске судије Џесика Леклерк Жистин Тод |
| − Лиса Јохансон − 26:25 − | 0:1 1:1 1:2   | − 21:43 − Шиори Коике 63:16 − Ајака Токо |               | Судије Дајна Ален Ајна Хове Линијске судије Џесика Леклерк Жистин Тод |
| 10 мин                    | Искључења     | 8 мин                                    |               | Судије Дајна Ален Ајна Хове Линијске судије Џесика Леклерк Жистин Тод |
| 29                        | Шутеви на гол | 37                                       |               | Судије Дајна Ален Ајна Хове Линијске судије Џесика Леклерк Жистин Тод |

### Утакмица за седмо место
| 20. фебруар 2018. 12:10 | Шведска | 6 : 1 2:1, 1:0, 3:0 | Кореја | Квандонг центар Посетилаца: 4.125 |

| Извор | Извор                       | Извор                 | Извор               | Извор                                                                         |
| --- | --------------------------- | --------------------- | ------------------- | ----------------------------------------------------------------------------- |
| | Минацу Мурасе Сара Берглинд | Голмани               | Шин Сочунг Хан Дохи | Судије Драхомира Фјалова Ајна Хове Линијске судије Јени Хејкинен Наташа Пагон |
| Сабина Килер − 05:50 − Еми Аласалми − 19:31 Ерика Грам − 36:27 Ани Сведин − 43:05 Фани Раск − 49:31 Лиса Јохансон − 57:19 | 1:0 1:1 2:1 3:1 4:1 5:1 6:1 | − 06:21 − Хан Сочин − |                     | Судије Драхомира Фјалова Ајна Хове Линијске судије Јени Хејкинен Наташа Пагон |
| 6 мин | Искључења                   | 4 мин                 |                     | Судије Драхомира Фјалова Ајна Хове Линијске судије Јени Хејкинен Наташа Пагон |
| 40 | Шутеви на гол               | 16                    |                     | Судије Драхомира Фјалова Ајна Хове Линијске судије Јени Хејкинен Наташа Пагон |

### Утакмица за пето место
| 20. фебруар 2018. 16:40 | Швајцарска | 1 : 0 1:0, 0:0, 0:0 | Јапан | Квандонг центар Посетилаца: 3.958 |

| Извор                  | Извор          | Извор   | Извор         | Извор                                                                                       |
| ---------------------- | -------------- | ------- | ------------- | ------------------------------------------------------------------------------------------- |
|                        | Флоренс Шелинг | Голмани | Нана Фуџимото | Судије Габријела Гран Катарина Тимглас Линијске судије Шарлот Жирар Фабре Вероника Јохансон |
| Евелина Расели − 03:19 | 1:0            | −       |               | Судије Габријела Гран Катарина Тимглас Линијске судије Шарлот Жирар Фабре Вероника Јохансон |
| 6 мин                  | Искључења      | 4 мин   |               | Судије Габријела Гран Катарина Тимглас Линијске судије Шарлот Жирар Фабре Вероника Јохансон |
| 14                     | Шутеви на гол  | 20      |               | Судије Габријела Гран Катарина Тимглас Линијске судије Шарлот Жирар Фабре Вероника Јохансон |

### Утакмица за бронзану медаљу
| 21. фебруар 2018. 16:40 | Финска | 3 : 2 1:0, 2:1, 0:1 | Русија | Квандонг центар Посетилаца: 3.217 |

| Извор                                                                    | Извор               | Извор                                            | Извор            | Извор                                                                              |
| ------------------------------------------------------------------------ | ------------------- | ------------------------------------------------ | ---------------- | ---------------------------------------------------------------------------------- |
|                                                                          | Нора Рети           | Голмани                                          | Надежда Морозова | Судије Дајна Ален Габријел Аријано-Лорти Линијске судије Џесика Леклерк Жистин Тод |
| Петра Нијеминен − 02:23 Сусана Тапани − 20:10 − Линда Велимеки − 32:18 − | 1:0 2:0 2:1 3:1 3:2 | − 22:40 − Олга Сосина − 46:03 − Људмила Бељакова |                  | Судије Дајна Ален Габријел Аријано-Лорти Линијске судије Џесика Леклерк Жистин Тод |
| 8 мин                                                                    | Искључења           | 35 мин                                           |                  | Судије Дајна Ален Габријел Аријано-Лорти Линијске судије Џесика Леклерк Жистин Тод |
| 22                                                                       | Шутеви на гол       | 22                                               |                  | Судије Дајна Ален Габријел Аријано-Лорти Линијске судије Џесика Леклерк Жистин Тод |

### Утакмица за златну медаљу
| 22. фебруар 2018. 13:10 | Канада | 2 : 3 (пен) 0:1, 2:0, 0:1; 0:0; 0:1 | Сједињене Државе | Кангнунг центар Посетилаца: 4.467 |

| Извор | Извор                    | Извор | Извор     | Извор                                                                               |
| --- | ------------------------ | --- | --------- | ----------------------------------------------------------------------------------- |
| | Шенон Сабадош            | Голмани | Меди Руни | Судије Никол Хертрих Катарина Тимглас Линијске судије Лиса Линек Јохана Тауријаинен |
| − Хејли Ирвин − 22:00 Мери Филип Пулан − 26:55 − Натали Спунер Меган Агоста М.Ф. Пулан Мелоди Дуст Бријана Џенер Меган Агоста | 0:1 1:1 2:1 2:2 Пенали − | 19:34 − Хилари Најт − 53:39 − Моник Ламоро Џиџи Марвин Хана Брант Емили Фалцер Аманда Кесел Хилари Најт Жослин Ламуро |           | Судије Никол Хертрих Катарина Тимглас Линијске судије Лиса Линек Јохана Тауријаинен |
| 12 мин | Искључења                | 6 мин |           | Судије Никол Хертрих Катарина Тимглас Линијске судије Лиса Линек Јохана Тауријаинен |
| 31 | Шутеви на гол            | 42 |           | Судије Никол Хертрих Катарина Тимглас Линијске судије Лиса Линек Јохана Тауријаинен |

## Коначни пласман и признања

### Коначан пласман
|    | Сједињене Државе |
|    | Канада           |
|    | Финска           |
| 4. | Русија           |
| 5. | Швајцарска       |
| 6. | Јапан            |
| 7. | Шведска          |
| 8. | Кореја           |

## Играчка статистика
Статистика за десет најбољих играчица турнира
| Играч            | УТ | Гол. | Аси. | Бод. | +/− | Иск. |   |
| ---------------- | -- | ---- | ---- | ---- | --- | ---- | - |
| Алина Милер      | 6  | 7    | 3    | 10   | +5  | 4    | F |
| Кристине Мајер   | 6  | 0    | 8    | 8    | +4  | 0    |   |
| Мелоди Дуст      | 5  | 3    | 4    | 7    | +7  | 2    |   |
| мари-Филип Пулан | 5  | 3    | 3    | 6    | +5  | 8    |   |
| Лара Шталдер     | 6  | 3    | 3    | 6    | +3  | 4    |   |
| Микеле Карвинен  | 6  | 3    | 3    | 6    | –1  | 2    |   |
| Фани Раск        | 6  | 2    | 4    | 6    | +4  | 0    |   |
| Жослин Ламуро    | 5  | 4    | 1    | 5    | +3  | 0    |   |
| Рика Велиле      | 6  | 4    | 1    | 5    | –2  | 0    |   |
| Ребека Џонстон   | 5  | 3    | 2    | 5    | +2  | 2    |   |
| Дани Камеранези  | 5  | 3    | 2    | 5    | +1  | 0    |   |

УТ = број одиграних утакмица; Гол = постигнутих голова; Аси = број асистенција; Бод = бодовни индекс; +/− = плус/минус статистика; ИСК = Искључења у минутима

Извор: „IIHF.com” (PDF). Архивирано из оригинала (PDF) 26. 07. 2021. г. Приступљено 22. 02. 2018.

### Голманска статистика
Топ 5 најбољих голмана женског олимпијског турнира (у статистику су укључени голмани који су одиграли минимум 40% укупног времена свих утакмица):
| Играч          | ВРЕ    | Гол | ГлП  | Шут | Одб%  | БПГ |
| -------------- | ------ | --- | ---- | --- | ----- | --- |
| Шенон Сабадош  | 200:00 | 4   | 1,20 | 79  | 94,94 | 1   |
| Меди Руни      | 258:56 | 5   | 1,16 | 92  | 94,57 | 1   |
| Сара Гран      | 262:14 | 8   | 1,83 | 145 | 94,48 | 1   |
| Флоренс Шелинг | 298:19 | 7   | 1,41 | 120 | 94,17 | 2   |
| Нана Фуџимото  | 236:30 | 7   | 1,78 | 87  | 91,95 | 0   |

ВРЕ = време проведено на леду у минутама и секундама; Шут = укупан број упућених удараца ка голу; Гол = број примљених погодака; ГлП = просечно примљених погодака по утакмици; Одб% = проценат одбрана; БПГ = Shutout, број утакмица без примљеног гола

Извор: „IIHF.com” (PDF). Архивирано из оригинала (PDF) 28. 01. 2022. г. Приступљено 22. 02. 2018.